# Rhyton

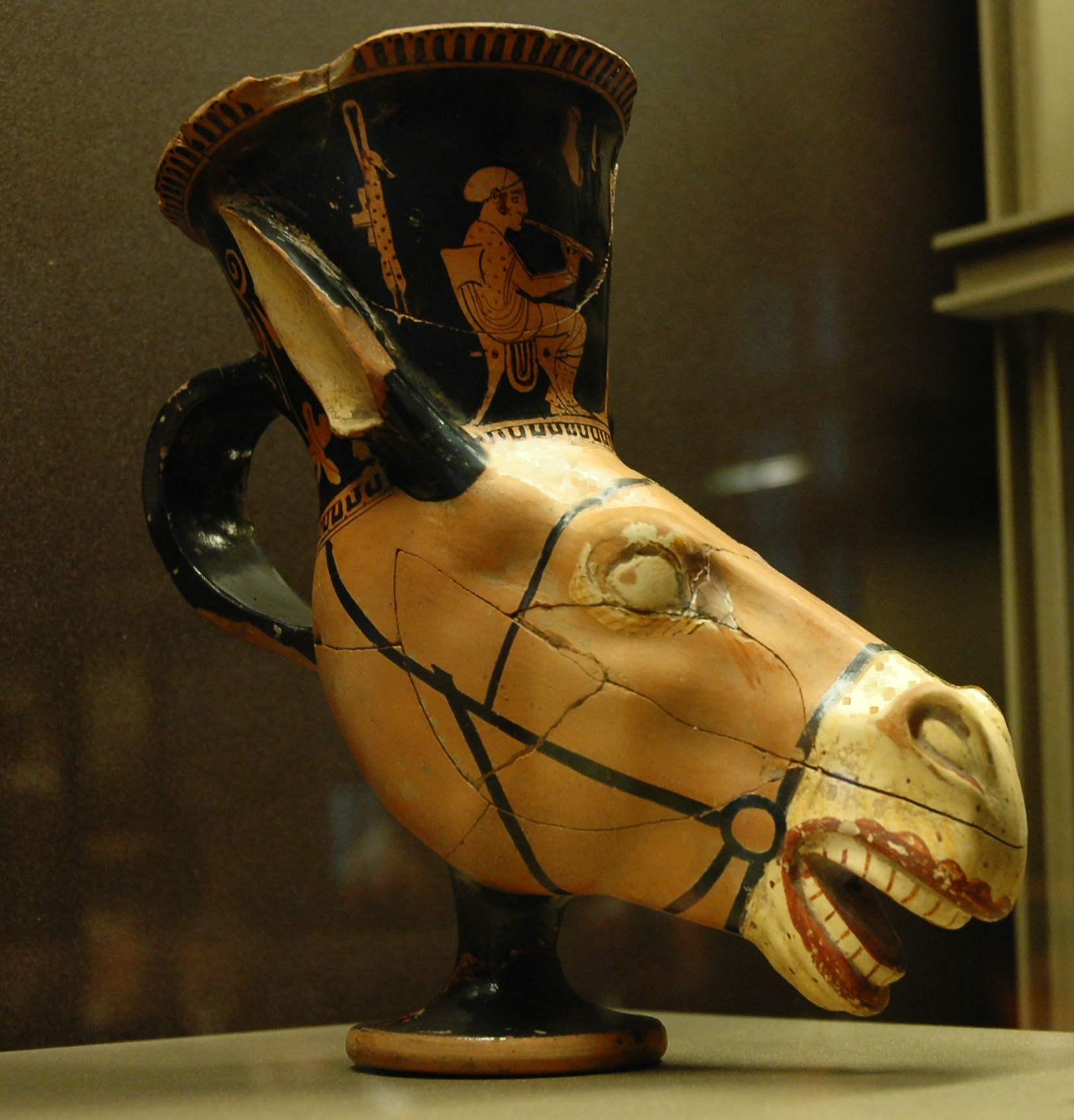
Rhyton des Malers von Brüssel R 330, um 470/460 v. Chr.

Das Rhyton (altgriechisch ῥυτόν rhytón; Plural: Rhyta) ist ein gewöhnlich einhenkeliges Trinkgefäß oder Spendegefäß zum Ausgießen von Trankopfern durch eine Öffnung im unteren Bereich. Rhyta kommen oft in Form von Tierprotomen wie Stier- oder Widderköpfen vor.

## Entwicklung und Formen

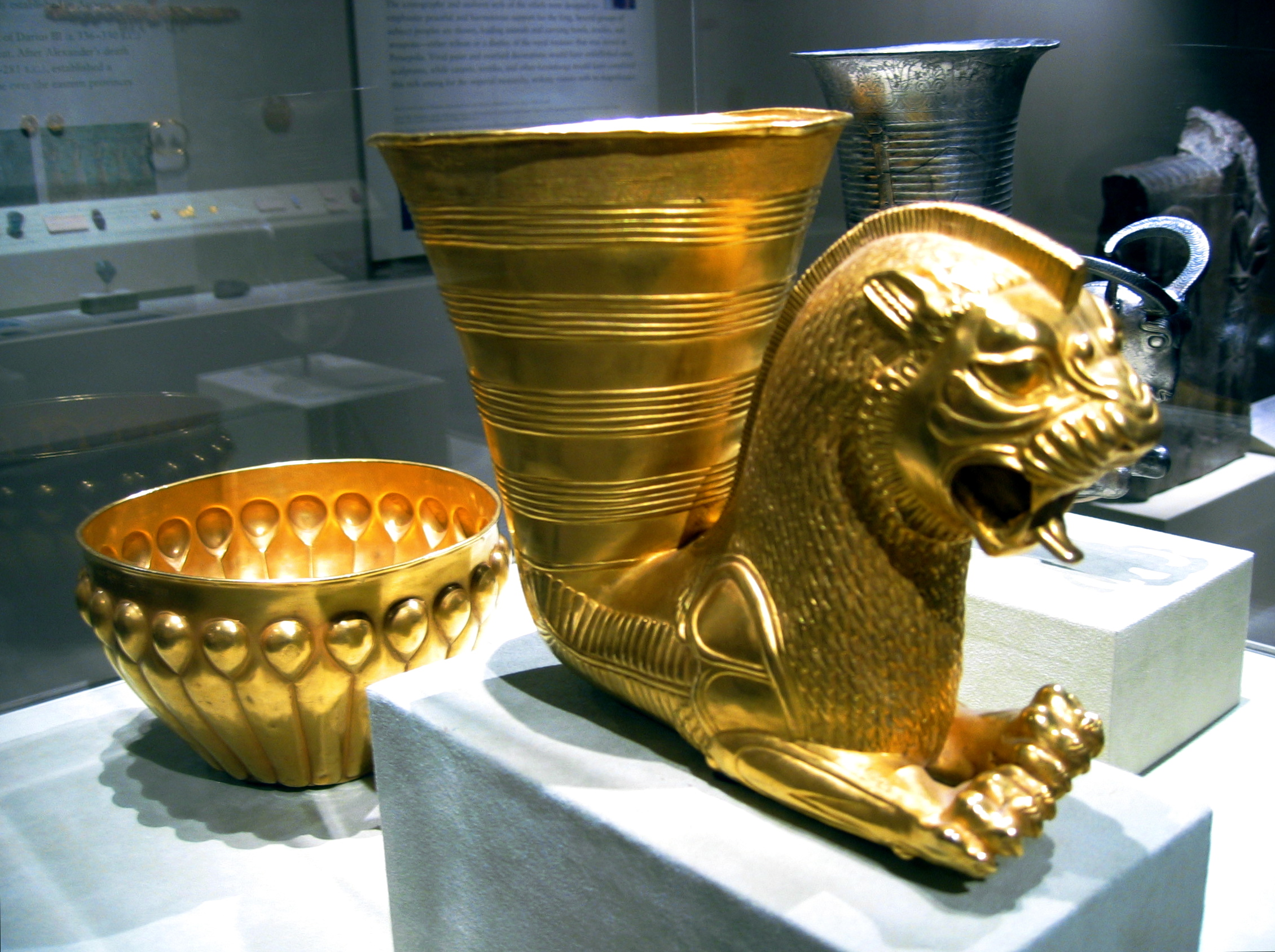
Achämenidisches goldenes Löwenrhyton und goldene Schale aus Ekbatana – heute im Iranischen Nationalmuseum Teheran, 5. Jahrhundert v. Chr.

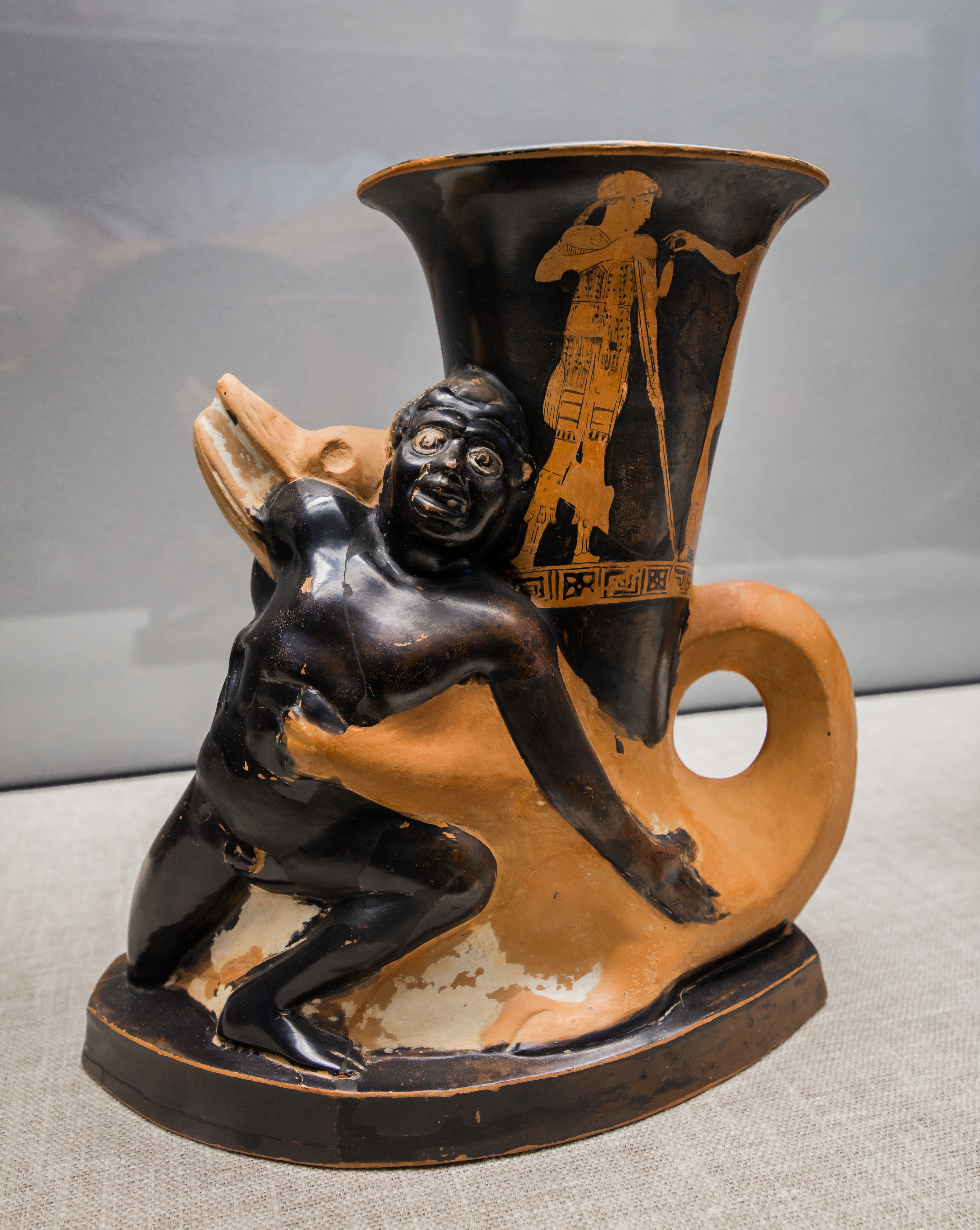
Rhyton, 460–450 v. Chr. Ein Krokodil packt einen schwarzen Knaben

Im anatolischen Tiliura, einer hattischen Stadt im Lande Pala nahe Nerik und Liḫzina, wurde eine Tonfigur des hattischen Gottes Taru (identisch mit Tarḫunna) aus der Zeit um 1300 v. Chr. gefunden, der als Rhyton mit Stierkopf auf vier Beinen gestützt dargestellt wurde. Es ist eine der ältesten Formen eines Rhytons. Ein hethitisches Hirschrhyton der Norbert-Schimmel-Sammlung aus Anatolien stammt aus dem 15. bis 13. Jahrhundert v. Chr.
Die Rhyta, die der kretominoischen Kultur entstammen, sind menschen- oder tierförmig gestaltet. Diese gibt es in der griechischen Keramik bemalt und unbemalt, auch auf Kreta. Ebenso sind bei den Etruskern und in Apulien Rhyta gefunden worden.
Im persischen Achämenidenreich sind verschiedene Rhyta belegt, die Löwen, Pferde und sogar Reiter zeigen. Dies zeigt, dass sich die Kultur auch unter Reitervölkern und Persern verbreitete. Es liegt nahe, dass Trinkhörner dem Rhyton vorausgingen, dass aber Gerätschaften aus vergänglichem Material nicht erhalten bzw. nicht nachweisbar sind.
Trinkhörner sind aus der Kolchis, Georgien (z. B. Kantsi) und am Kuban im Kaukasus, im thrakisch-kimmerischen Fundhorizont, von skythischen Steinstelen, aus dem antiken Griechenland als Keras und auch bei Germanen als Sumbel und Kelten bekannt, wobei besonders Reitervölkern eine regelrechte Trinkhornmode bescheinigt wird, die ab dem 5. Jahrhundert v. Chr. einsetzt.

## Nachleben
Während des 19. Jahrhunderts wurde die Form des Rhytons im Zuge der verschiedenen „orientalischen“ Moden für das Kunsthandwerk wieder populär. Diesmal wurde sie allerdings nicht zu kultischen, sondern zu dekorativen Zwecken verwendet. Insbesondere im Viktorianischen Zeitalter im Vereinigten Königreich und im zweiten Kaiserreich Napoléons III. in Frankreich fanden sich derartige Gefäße als schmückender Zierrat der Salons.